# Neckera nigricans
Neckera nigricans là một loài rêu trong họ Neckeraceae. Loài này được (Hook.) Nees mô tả khoa học đầu tiên năm 1847.